# Esquí acuático en los Juegos Mediterráneos de 2009
La competición de esquí acuático en los Juegos Mediterráneos de 2009 se 
realizó en las instalaciones del puerto Arena del Mare de la ciudad de Pescara (Italia) entre el 27 y el 29 de junio de 2009.

## Resultados

### Masculino
| Evento            | Oro                             | Plata                             | Bronce                            |
| ----------------- | ------------------------------- | --------------------------------- | --------------------------------- |
| Eslalon (29.06)   | Matteo Luzzeri · Italia ·       | Jean Baptiste Faisy Francia       | George Hatzis · Grecia ·          |
| Figuras (29.06)   | Alexandre Poteau Francia 10.080 | Matteo D'Alberto · Italia · 9.360 | Nikolaos Plytas · Grecia · 7.840  |
| Wakeboard (29.06) | Giuliano Molli · Italia · 65,11 | Lucas Langlois Francia 57,12      | Riccardo Santori · Italia · 56,45 |

### Femenino
| Evento            | Oro                              | Plata                         | Bronce                                 |
| ----------------- | -------------------------------- | ----------------------------- | -------------------------------------- |
| Eslalon (29.06)   | Anaïs Amade Francia              | Clémentine Lucine Francia     | Evdokia Liakou · Grecia ·              |
| Figuras (29.06)   | Clémentine Lucine Francia 8.220  | Iris Cambray Francia 7.780    | Angeliki Andriopoulou · Grecia · 5.540 |
| Wakeboard (29.06) | Ginevra Gentile · Italia · 53,56 | Lauriane Masson Francia 50,78 | Giulia Pronesti · Italia · 26,56       |

## Medallero
| Núm. | País    | Oro | Plata | Bronce | Total |
| ---- | ------- | --- | ----- | ------ | ----- |
| 1    | Francia | 3   | 5     | 0      | 8     |
| 2    | Italia  | 3   | 1     | 2      | 6     |
| 3    | Grecia  | 0   | 0     | 4      | 4     |
|      | TOTAL   | 6   | 6     | 6      | 18    |

- Datos: Q5840522